# Электроника МК-161

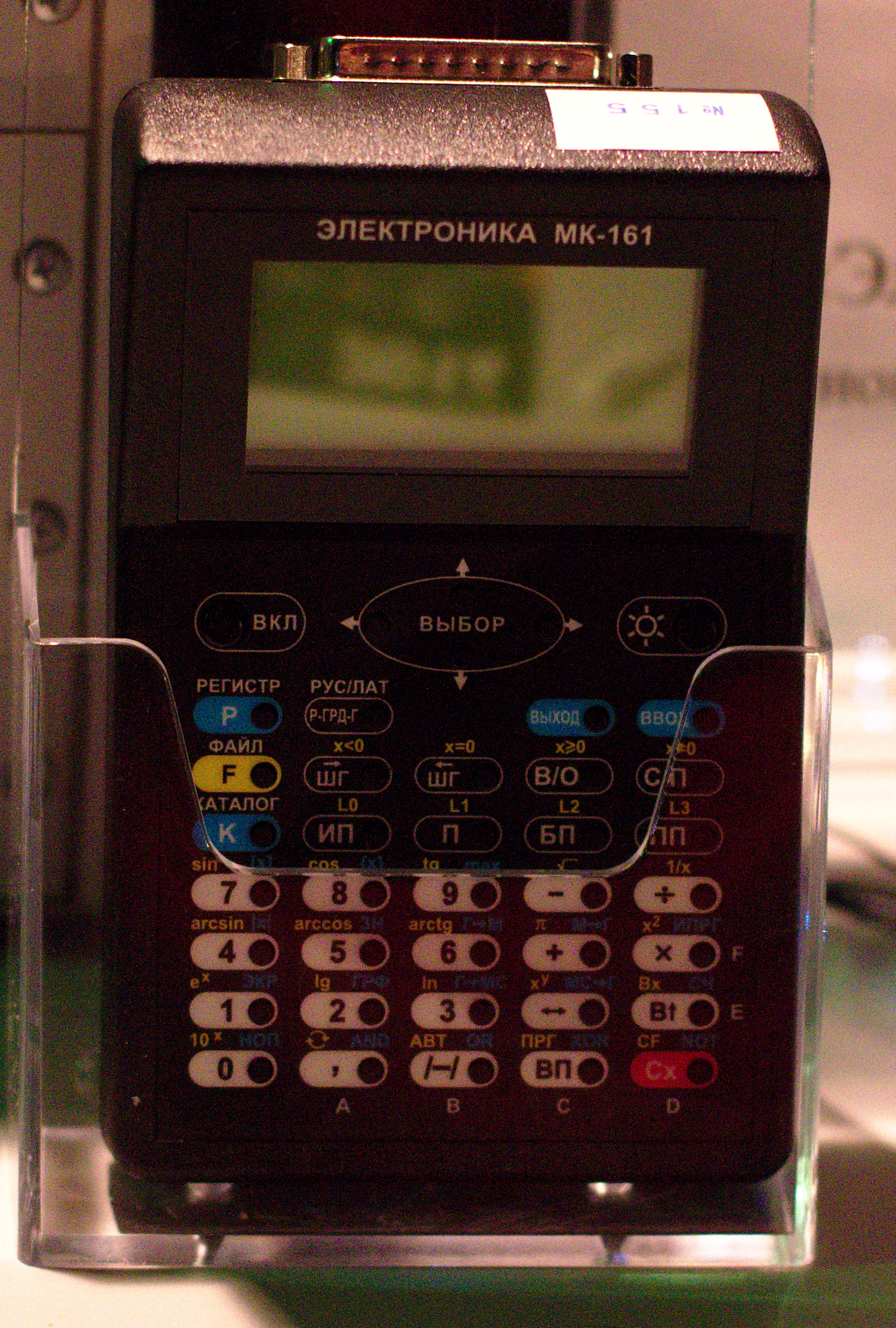

Электроника МК-161 — портативный программируемый микрокалькулятор (по определению производителя — электронная клавишная вычислительная машина), повторяющий и расширяющий систему команд советских программируемых микрокалькуляторов МК-52 и МК-61. Разработан и выпускается НПП «Семико» в Новосибирске.
Модель анонсирована 30 марта 2009 года. По системе команд совместима с Электроникой МК-152, отличаясь портативным исполнением, урезанным параллельным интерфейсом, наличием АЦП, автономным питанием с индикатором разряда аккумулятора, полноходовыми клавишами и сменным корпусом.

## Отличия калькуляторов МК-161 и семействаМК-52
- по командам лишь частично совместима или не совместима вовсе с большинством уже готовых программ и игр, использующих недокументированные особенности, требуя переписывания кода. Иногда переписывание программ затруднено, как из-за недокументированных реализаций команд, так и из-за сложности алгоритмических решений, используемых с целью оптимизации размеру кода и данных;
- заявленная скорость вычислений программного кода значительно выше — «в 70—1300 раз выше»[1], но для совместимости с ранее разработанными программами заявлена поддержка режима замедления[источник не указан 3865 дней];
- полностью переработанная аппаратная платформа на базе микроконтроллера;
- графический ЖК-дисплей с отключаемой подсветкой;
- дополнительные программные функции — ДОС, поддержка файлов, графики, текста (русский и латинский алфавит), текстовый редактор, редактор памяти и регистров и многое другое;
- поддержка программирования звука и графики, что позволяет программировать примитивные игры;
- разъём для подключения внешних устройств и возможность связываться с ними по последовательным портам RS-232, SPI, имеет два выхода и один вход параллельного порта и аналоговый вход АЦП;
- поддержка обновления микропрограммы (прошивки) при помощи ПК;
- наличие литий-ионного аккумулятора с индикатором разряда.[источник не указан 2734 дня]

## Применение
ЭКВМ Электроника МК-161 может использоваться как настольный калькулятор для сложных расчётов, заменяя Электронику МК-52, для которой накоплено достаточно много программ. Кроме того, ЭКВМ может использоваться как промышленный контроллер, измерительный прибор, регистратор.